# River Shiel (Loch Shiel)
Der River Shiel (schottisch-gälisch Abhainn Seile) ist ein Fluss im schottischen Hochland. Er liegt in der Council Area Highland. Der River Shiel entwässert Loch Shiel. Der Fluss verlässt Loch Shiel in der Nähe der Ortschaft Acharacle und mündet nach vier Kilometern über Stromschnellen in die Meeresbucht Loch Moidart.
Im River Shiel können Forellen und Lachse gefangen werden. Der Fluss wird außerdem für Rafting-Touren verwendet. Die in Ufernähe verlaufenden Wege sind bei Wanderern beliebt.